# Vlag van Heeswijk-Dinther

Vlag van de gemeente Heeswijk-Dinther
(1973-1994)

De vlag van Heeswijk-Dinther werd op 11 september 1973 bij raadsbesluit vastgesteld als de gemeentelijke vlag van de Noord-Brabantse gemeente Heeswijk-Dinther. De vlag is in het besluit als volgt beschreven:
Twee banen van gelijke lengte, evenwijdig aan de broekzijde, van wit en zwart, met op het midden een leeuw van het een in het ander, en in de bovenhals een blauw, rood gezoomd (dikte zoom 1/20 vlaghoogte) vierkant (lengte zijde 1/3 vlaghoogte), waarop zes gele schijven in een cirkel geplaatst.
De kleuren van de vlag zijn ontleend aan die van gemeentewapen, evenals de voorstelling. De leeuwen uit het wapen zijn samengevoegd tot een enkele leeuw, en de halsband van de zwarte leeuw uit het wapen van Heeswijk omlijst het schild dat de witte leeuw uit het wapen van Dinther op de schouder draagt. De schildvorm in het wapen is op de vlag als een vierkant voorgesteld, de penningen op het schild zijn in cirkelvorm in het vierkant op de vlag gerangschikt.
Op 1 januari 1994 is Heeswijk-Dinther opgegaan in de nieuw opgerichte gemeente Bernheze, waarmee de vlag als gemeentevlag kwam te vervallen.

## Verwante afbeeldingen

Wapen van Heeswijk-Dinther

Aalburg 
· Aarle-Rixtel 
· Alphen en Riel 
· Bakel en Milheeze 
· Beek en Donk 
· Beers 
· Berghem 
· Berkel-Enschot 
· Berlicum 
· Bladel en Netersel 
· Borkel en Schaft 
· Boxmeer 
· Budel 
· Chaam 
· Cuijk 
· Cuijk en Sint Agatha 
· Den Dungen 
· Diessen 
· Dinteloord en Prinsenland 
· Drunen 
· Dussen 
· Engelen 
· Erp 
· Esch 
· Escharen 
· Fijnaart en Heijningen 
· Geffen 
· Geldrop 
· Gemert 
· Giessen 
· Ginneken en Bavel 
· Grave 
· 's Gravenmoer 
· Haaren 
· Halsteren 
· Haps 
· Heesch 
· Heeswijk-Dinther 
· Heeze 
· Helvoirt 
· Hoeven 
· Hooge en Lage Mierde 
· Hooge en Lage Zwaluwe 
· Hoogeloon, Hapert en Casteren 
· Huijbergen 
· Klundert 
· Landerd 
· Leende 
· Liempde 
· Lieshout 
· Lith 
· Luyksgestel 
· Maarheeze 
· Maasdonk 
· Made en Drimmelen 
· Megen, Haren en Macharen 
· Mierlo 
· Mill en Sint Hubert 
· Moergestel 
· Nieuw-Ginneken 
· Nieuw-Vossemeer 
· Nistelrode 
· Nuland 
· Oeffelt 
· Oost-, West- en Middelbeers 
· Oploo, Sint Anthonis en Ledeacker 
· Ossendrecht 
· Oud en Nieuw Gastel 
· Oudenbosch 
· Prinsenbeek 
· Putte 
· Raamsdonk 
· Ravenstein 
· Reusel 
· Riethoven 
· Rijsbergen 
· Rijswijk 
· Roosendaal en Nispen 
· Rosmalen 
· Schaijk 
· Schijndel 
· Sint Anthonis 
· Sint-Oedenrode 
· Sprang-Capelle 
· Standdaarbuiten 
· Terheijden 
· Teteringen 
· Uden 
· Udenhout 
· Veghel
· Vessem, Wintelre en Knegsel 
· Vierlingsbeek 
· Vlijmen 
· Wanroij 
· Waspik 
· Werkendam 
· Westerhoven 
· Willemstad 
· Woudrichem 
· Wouw 
· Zeeland 
· Zevenbergen